# José Egreja
José Silvestre Viana Egreja (Timburi, 26 de maio de 1928 - Penápolis, 30 de novembro de 2020) foi um político brasileiro. Exerceu o mandato de deputado federal constituinte em 1988. Foi casado com Célia Penteado Egreja, tendo quatro filhos.
Sua família também possui participação na política. Seu pai, Silvestre Ferraz Egreja, foi deputado federal. Maria Luísa Viana Egreja Alves Lima, sua irmã, foi vereadora do município de Ipaussu - SP, pelo Partido Trabalhista Brasileiro (PTB), e Carlos Alberto Viana Egreja, seu irmão, foi prefeito da mesma cidade, mas pela Aliança Renovadora Nacional (Arena).
Formou - se em arquitetura, na Universidade de São Paulo (USP), no ano de 1952,  mas nunca exerceu a profissão.
Foi eleito como deputado federal, pelo PTB, em 1986. Atuou na Subcomissão da Política Agrícola e Fundiária e da Reforma Agrícola; da Comissão da Ordem Econômica; dos Direitos Coletivos e Garantias; da Comissão da Soberania e dos Direitos e Garantias do Homem e da Mulher.
Participou contra a ruptura de relações com países que possuíam políticas discriminatórias, a legalização do jogo do bicho, a soberania popular, o voto aos 16 anos, a proibição do comércio de sangue e a pena de morte.
Apoiou a unicidade sindical, o presidencialismo e o mandato de 5 anos para José Sarney, que substituiu Tancredo Neves logo após as eleições indiretas de 1985, devido à morte de Tancredo.
Candidatou-se a vice-governador na chapa de Paulo Maluf nas eleições estaduais de São Paulo em 1990, sendo derrotados no segundo turno por Fleury e Aloysio Nunes.
Ausentou-se da Câmara dos Deputados em 1991, não buscando a reeleição de sua candidatura.
Já em 1994, ainda pelo PTB, voltou a querer uma cadeira na Câmara, mas não a conseguiu.

Na sequência, foi diretor da Usina Campestre, em Penápolis - SP.